# Armand Barthet
Pour les articles homonymes, voir Barthet.
Désiré Louis Armand Barthet, né à Besançon le 15 avril 1820 et mort à Ivry-sur-Seine le 14 février 1874, est un auteur dramatique, poète, romancier et journaliste français.

## Biographie
Journaliste satirique, secrétaire d'Arsène Houssaye, il fréquente les salons littéraires et collabore à L'Impartial de Besançon, à L'Artiste et au Grand Salon.
Sa première pièce, Le Moineau de Lesbie, une comédie inspirée de Catulle, dont on loua « la grâce et la juvénile vivacité », lui valut un certain succès lors de sa première représentation à la Comédie-Française en 1849 avec Rachel dans le rôle principal.
Sa vie fut entâchée de bizarreries (voir ci-dessous). Après son mariage, bizarre lui-aussi, il devint fou furieux et fut enfermé. Il échappa cependant à la surveillance de ses gardiens, s'empara d'un mauvais rasoir, se castra et en mourut.

## Deux portraits
- Charles Monselet

« M. Barthet est ce jeune homme qui eut la bonne fortune de voir jouer sa première comédie par Mlle Rachel ; depuis lors, il a donné à la librairie un volume de nouvelles, favorablement accueilli de la critique et du public, ainsi qu'un volume de vers : La Fleur du Panier. [...] M. Armand Barthet est de l'aimable famille des poètes heureux ; il ne pleure jamais, c'est à peine s'il soupire. Quant à l'homme, c'est autre chose. Franc-Comtois, nature en dehors, Barthet apparaît chaque soir dans le Divan Lepelletier, où il fait un vacarme de tous les diables et où il se produit dans des toilettes impossibles : casquette de turf, fraise à la Henri III, pantalon à pont, manchettes brodées. De plus, Barthet a ce que l'on appelle la main malheureuse, c'est-à-dire qu'il casse tout ce qu'il touche ; il était autrefois l'effroi des soirées de Victor Hugo, chez lequel il n'allait que pour renverser, en saluant ou en se retournant, les curiosités romantiques et fragiles dont le salon de la place Royale était orné. »

- François Porché

« [Armand Barthet] était devenu célèbre du jour au lendemain pour avoir eu la chance inespérée de faire jouer au Français par Rachel un petit acte en vers, Le Moineau de Lesbie, et pour avoir cassé chez Victor Hugo, place Royale, le jour où il y fut présenté, un superbe négrillon de porcelaine, rouge et or. Un soir ce fantoche se prit de querelle avec Baudelaire sur une question de littérature. La dispute s’étant envenimée, Baudelaire reçut une gifle dont il demeura étonné. Une rencontre fut décidée. Les témoins de Baudelaire étaient Marc Trapadoux, « noir et long, dit Monselet, comme un bâton de réglisse », et un autre homme de lettres du nom de Lebloys ; les témoins de Barthet, un compatriote à lui, un sous-officier appelé Mignot, et Monselet lui-même. À vrai dire, Baudelaire, quoique giflé, ne se sentait pas, sous l’outrage, l’humeur de Don Diègue ; voyant le ridicule de l’affaire, il eût volontiers regretté ses railleries, mais Barthet, en dépit du soufflet qu’il avait donné, prétendait à la qualité d’offensé et voulait en découdre absolument. Le duel, cependant, n’eut pas lieu, les témoins, gens de bon sens, las de cette comédie, ayant tous les quatre démissionné successivement. »

## Œuvres
- Nouvelles : Pierre et Paquette. Henriette. Le Nid d'hirondelles. Les Saisons (1852)
- La Fleur du panier, poésies (1853)
- Horace. Odes gaillardes, traduites en vers par M. Armand Barthet (1861)
- Montauciel, poème (1870)
- Une Passion fatale, roman (2 volumes, 1886)

Théâtre
- Le Moineau de Lesbie, comédie en 1 acte, en vers, Paris, Comédie-Française, 22 mars 1849
- Le Chemin de Corinthe, comédie en 3 actes, en vers (1853)
- Chapelle et Bachaumont, opéra-comique en 1 acte, livret d'Armand Barthet, musique de Jules Cressonnois, Paris, Théâtre de l'Opéra-Comique, 18 juin 1858 (Eugène Crosti crée le rôle de Chapelle[7]).
- Théâtre complet : Le Moineau de Lesbie. Le Chemin de Corinthe. L'Heure du berger (1861)